# 金多潔
金多 潔（かねた きよし）は、建築構造学者、文化財建築修復者。京都大学名誉教授。専門は、耐震工学。

## 経歴
1953年京都大学工学部建築学科卒業。1959年米国スタンフォード大学大学院修了。
1959年京都大学防災研究所助教授、1964年京都大学工学部助教授、1965年京都大学工学部教授。鉄骨構造学講座の初代教授に就任。
大学で教育の傍ら鋼材や溶接接合部の低サイクル疲労、溶接残留応力、歪速度効果を考慮した鋼材特性の研究を推進。超高強度鋼やステンレス鋼の利用技術を開発した。X線回折法や磁気歪効果等の物理工学的手法を用いた構造物の実応力測定やミクロな塑性変形の非破壊測定などの研究成果を上げた。
1994年同大学を退官し、名誉教授。その後も文化財建造物の保存修復・復元事業への技術指導を行っている。

## 成果
1950年代後半から位相平面法を用いた非線形振動の応答解析を実施。1960年代からは棚橋諒、小堀鐸二らと構造計算用計算機を試作。このとき高層建築物の非線形応答解析、応答スペクトル評価、捩れを伴う振動、地盤構造物連成系の非線形応答などの研究を共同実施。国内外の論文に発表し注目されるなど耐震工学の分野に新領域を開拓。
その後は構造部材の履歴減衰評価の基礎実験を通じて等価粘性減衰係数や複素減衰などの重要な概念を提唱するなど耐震工学の発展に貢献する研究成果を上げている。
一方で1960年代後半から日本の国宝をはじめ重要な文化財建造物の保存修復や復元事業において事業専門委員会や技術委員会のメンバーとして技術的な指導や助言を行う。修復技術の高度化を図って現在までに国宝5件、重要文化財19件、復元4件を含む33の事業の完成に貢献。文化財建造物の保存修復・復元事業において指導・助言を行うなど新技術の導入による高度化を進めている。平成になってからも国宝薬師寺東塔修復工事などに関わる。その功績は極めて顕著である。
1969年に国宝である東福寺山門解体修理では、国内初の天井走行クレーンを備えた鉄骨造須屋根の設置を提唱。その後の解体修理工法の基礎を作った。東福寺山門の保存修復ではこの他、柱梁接合部への溶接鉄骨部材の挿入により屋根低下を防止した。
1973年の国宝東大寺金堂（大仏殿）修理では鉄骨造屋根に初めてスライド工法を採用。こうして文化財の保護と建方・解体の効率化に適した工法を提唱。この貢献により1981年にBCS賞を受賞。その後、多くの同様の事業で採用されている。
1979年の同志社彰栄館では煉瓦造へのH形鋼による構造補強を施す。
1983年の清水寺三重塔では棚橋が提唱したターンバックルによる屋根引張工法を採用した。
1983年の旧陸軍第九師団兵器支廠では修復後の利用形態に合わせた鉄骨造、RC造、木造の異なる補強工法の選択を実施。
これらのように耐震工学や鉄骨構造学の技術を駆使した保存修復技術の高度化において嚆矢となる先駆的な成果を多数上げた。その技術をIABSE等を通じて世界に紹介した。

## 受賞
- 1981年 BCS賞
- 1995年 日本建築学会賞（業績）「歴史的建造物の保存修復に関する一連の業績」
- 2016年 日本建築学会賞大賞「耐震工学と鉄骨構造学の学術的発展ならびに文化財建造物の保存修復・復元技術の高度化による建築界への貢献」[7]

## 著書
- 『これからの鉄骨構造』[8]
- 『新建築学大系 50. 歴史的建造物の保存』（彰国社）『BASICによる建築構造計算』[9]
- 『鉄骨構造講義』[10]
- 『鉄骨構造の話』[11]（学芸出版社）

監訳
- 『弾性論 (TheoyofEasticity)』（1973年 SP ティモシェンコ、J.N.グーティア共著）『機械と構造物のための振動工学』（Lydik S.Jacobsen, Robert S.Ayre著）

## 設計
- 浜田市立石正美術館[12][13]